# Chrysso viridiventris
Chrysso viridiventris es una especie de araña tejedora de telaraña del género Chrysso, de la familia Theridiidae, orden Araneae. Fue descrita por Yoshida en 1996.
Se distribuye por Asia: China y Japón. Fue publicada en A new species of the genus Chrysso (Araneae: Theridiidae) from the Ryukyus, Japan and Taiwan. Acta Arachnologica 45: 139-, 141.